# Chennai Open 2006
Il Chennai Open 2006 è stato un torneo di tennis giocato sul cemento.
È stata l'11ª edizione del Chennai Open,
che fa parte della categoria International Series nell'ambito dell'ATP Tour 2006.
Si è giocato al SDAT Tennis Stadium di Chennai in India, dal 2 gennaio al 9 gennaio 2006.

## Campioni

### Singolare
Ivan Ljubičić ha battuto in finale  Carlos Moyá con il punteggio di 7–6(6), 6–2.

### Doppio
Michal Mertiňák /  Petr Pála hanno battuto in finale  Prakash Amritraj /  Rohan Bopanna con il punteggio di 6–2, 7–5.